# Filosofía continental
La filosofía continental es un conjunto de tradiciones filosóficas de los siglos XIX, XX y XXI de Europa continental. Este sentido, el término se originó entre los filósofos de habla inglesa en la segunda mitad del siglo XX, quienes lo utilizaron para referirse a una variedad de pensadores y tradiciones fuera del movimiento analítico. La filosofía continental se desarrolla principalmente en la Europa Continental (de ahí su nombre), sobre todo en Francia y Alemania, mientras que la filosofía analítica tiene su origen en los países anglosajones de Gran Bretaña y Estados Unidos. La filosofía continental se caracteriza por ser más especulativa y por dar más importancia a la historia que la filosofía analítica.2 La filosofía continental incluye el idealismo alemán, la fenomenología, el existencialismo (y sus antecedentes, como el pensamiento de Kierkegaard y Nietzsche), la hermenéutica, el estructuralismo, el postestructuralismo, la deconstrucción, el feminismo francés, la teoría psicoanalítica, la teoría crítica de la Escuela de Fráncfort y las ramas del marxismo occidental. Algunos de los autores más influyentes de la tradición fueron Edmund Husserl, Martin Heidegger, Jean Paul Sartre, Maurice Merleau-Ponty y José Ortega y Gasset en la primera mitad del siglo, seguidos por Michel Foucault, Albert Camus, Jacques Derrida, Hannah Arendt y Gilles Deleuze en la segunda. La Escuela de Fráncfort tuvo como exponentes destacados a Theodor Adorno, Walter Benjamin, Max Horkheimer, Herbert Marcuse y Jürgen Habermas.
Es difícil identificar afirmaciones comunes a todos estos movimientos filosóficos. El término filosofía continental, al igual que filosofía analítica, carece de una definición clara y puede marcar simplemente un parecido de familia de puntos de vista filosóficos dispares. Simon Glendinning ha sugerido que el término era originalmente más peyorativo que descriptivo, y funcionaba como una etiqueta para los tipos de filosofía occidental rechazados o despreciados por los filósofos analíticos. No obstante, Michael E. Rosen se ha tratado de identificar cuestiones comunes que caracterizan la filosofía continental.
- Primero, los filósofos continentales generalmente rechazan la opinión de que las ciencias naturales son la forma única o más precisa de entender los fenómenos naturales (véase cientificismo). Esto contrasta con muchos filósofos analíticos que consideran sus investigaciones como continuas o subordinadas a las de las ciencias naturales. Los filósofos continentales a menudo argumentan que la ciencia depende de un "substrato pre-teórico de experiencia" (una versión de las condiciones kantianas de la experiencia posible o del "mundo de la vida" fenomenológico) y que los métodos científicos son inadecuados para comprender completamente tales condiciones de inteligibilidad del mundo.[6]
- Segundo, la filosofía continental usualmente considera estas condiciones de experiencia posible como variables: determinadas, al menos en parte, por factores como el contexto, la ubicación espaciotemporal, el idioma, la cultura o la historia. Así, la filosofía continental tiende hacia el historicismo. Mientras que la filosofía analítica tiende a tratar la filosofía en términos de problemas discretos capaces de ser analizados aparte de sus orígenes históricos (así como los científicos consideran que la historia de la ciencia no es esencial para la investigación científica), la filosofía continental generalmente sugiere que "el argumento filosófico no puede separarse de las condiciones textuales y contextuales de su emergencia histórica".[7]
- En tercer lugar, la filosofía continental generalmente sostiene que la agencia humana puede cambiar estas condiciones de experiencia posible: "si la experiencia humana es una creación contingente, entonces puede recrearse de otras maneras".[8] Por lo tanto, los filósofos continentales tienden a mostrar un gran interés en la unidad de la teoría y la praxis, y a menudo consideran que sus investigaciones filosóficas están estrechamente relacionadas con la transformación personal, moral o política. Esta tendencia es muy clara en la tradición marxista ("Los filósofos no han hecho más que interpretar de diversos modos el mundo, pero de lo que se trata; el punto, sin embargo, es cambiarlo"), pero también es central en el existencialismo y el posestructuralismo.
- Un último rasgo característico de la filosofía continental es el énfasis en la metafilosofía. A raíz del desarrollo y el éxito de las ciencias naturales, los filósofos continentales a menudo han buscado redefinir el método y la naturaleza de la filosofía.[9] En algunos casos (como en el idealismo alemán o la fenomenología), esto se manifiesta como una renovación de la visión tradicional de que la filosofía es la ciencia primera y fundacional, a priori. En otros casos (como la hermenéutica, la teoría crítica o el estructuralismo), se sostiene que la filosofía investiga un dominio que es irreductiblemente cultural o práctico. Algunos filósofos continentales (como Kierkegaard, Nietzsche, el último Heidegger o Derrida) dudan de que cualquier concepción de la filosofía pueda lograr coherentemente sus objetivos declarados.

En última instancia, las tesis anteriores se derivan de una amplia tesis kantiana de que el conocimiento, la experiencia y la realidad están ligados y configurados por condiciones que se entienden mejor a través de la reflexión filosófica en lugar de la investigación exclusivamente empírica.

## El término

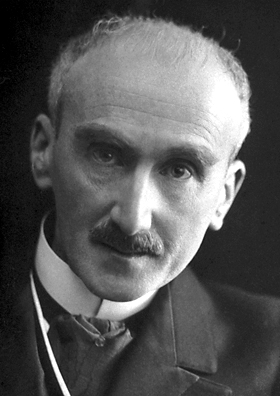
Henri Bergson

El término filosofía continental, en el sentido mencionado, fue utilizado por primera vez por los filósofos de habla inglesa para describir ciertos cursos universitarios en la década de 1970, surgiendo como un nombre colectivo para las filosofías que luego se difundieron en Francia y Alemania, como la fenomenología, el existencialismo, el estructuralismo, y posestructuralismo.
Sin embargo, el término (y su sentido aproximado) se puede encontrar al menos desde 1840, en el ensayo de John Stuart Mill de 1840 sobre Coleridge, donde Mill contrasta el pensamiento de "filosofía continental" y "filósofos continentales" de influencia kantiana con el empirismo inglés de Jeremy Bentham y el siglo XVIII en general. Esta noción ganó prominencia a principios del siglo XX, ya que figuras como Bertrand Russell y G.E. Moore propulsaron una visión de la filosofía estrechamente relacionada con las ciencias naturales, progresando a través del análisis lógico de conceptos. Esta tradición, que ha llegado a ser conocida ampliamente como "filosofía analítica", se hizo dominante en Gran Bretaña y los Estados Unidos desde 1930 en adelante. Russell y Moore rechazaron el hegelianismo y filosofías similares como parte distintiva de su nuevo movimiento. Comentando sobre la historia de esta distinción, en el año 1945 Bertrand Russell distinguió "dos escuelas de filosofía, que pueden ser ampliamente distinguidas como Continental y Británica, respectivamente", una división que vio como operando "desde la época de Locke".
Sin embargo, desde la década de 1970, muchos filósofos en los Estados Unidos y Gran Bretaña se han interesado en los filósofos continentales desde Kant, y las tradiciones filosóficas en muchos países europeos han incorporado de manera similar muchos aspectos del movimiento "analítico". La filosofía analítica autodescrita florece en Francia, incluyendo filósofos como Jules Vuillemin, Vincent Descombes, Gilles Gaston Granger, François Recanati y Pascal Engel . Del mismo modo, autodenominados "filósofos continentales" se pueden encontrar en los departamentos de filosofía en el Reino Unido, América del Norte y Australia, y algunos filósofos analíticos conocidos afirman llevar a cabo mejores estudios sobre filosofía continental que los programas autoidentificados en Filosofía continental, particularmente a nivel de la educación de posgrado. La "filosofía continental" se define así en términos de una familia de tradiciones e influencias filosóficas en lugar de una distinción geográfica. El tema de la especificidad geográfica se ha vuelto a plantear más recientemente en los enfoques poscoloniales y decoloniales de la "filosofía continental", que examinan críticamente las formas en que los proyectos imperiales y coloniales europeos han influido en la producción de conocimiento académico. Por esta razón, algunos académicos han abogado por una "filosofía poscontinental" como un desarrollo de la filosofía continental.

## Historia

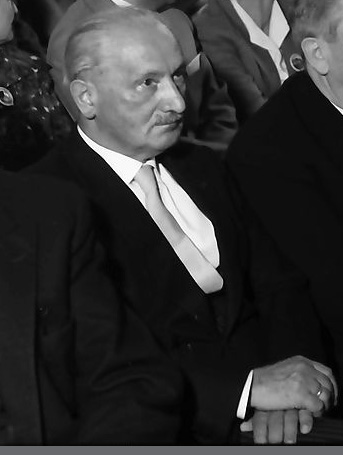
Martin Heidegger

La historia de la filosofía continental (tomada un sentido más estrecho) generalmente se considera que comienza con el idealismo alemán. Liderado por figuras como Fichte, Schelling y, más tarde, Hegel, el idealismo alemán se desarrolló a partir del trabajo de Immanuel Kant en las décadas de 1780 y 1790 y estuvo estrechamente relacionado con el romanticismo y la política revolucionaria de la Ilustración. Además de las figuras centrales enumeradas anteriormente, algunos contribuidores importantes al idealismo alemán también incluyen a Friedrich Heinrich Jacobi, Gottlob Ernst Schulze, Karl Leonhard Reinhold y Friedrich Schleiermacher.
Como las raíces institucionales de la "filosofía continental" en muchos casos descienden directamente de las de la fenomenología, Edmund Husserl siempre ha sido una figura canónica en la filosofía continental. No obstante, Husserl también es un tema de estudio respetado en la tradición analítica. La noción de Husserl de un noema, el contenido no-psicológico del pensamiento, su correspondencia con Gottlob Frege y sus investigaciones sobre la naturaleza de la lógica continúan generando interés entre los filósofos analíticos.
J.G. Merquior argumentó que una distinción entre la filosofía analítica y continental puede identificarse claramente con Henri Bergson (1859–1941), cuya cautela científica y elevación de la intuición allanaron el camino para el existencialismo. Merquior escribió: "el filosofar más prestigioso de Francia tomó un camino muy diferente [del de las escuelas analíticas anglo-germánicas]. Uno podría decir que todo comenzó con Henri Bergson".
Una ilustración de algunas diferencias importantes entre los estilos de filosofía "analíticos" y "continentales" se puede encontrar en el texto "La Eliminación de la Metafísica a través del Análisis Lógico del Lenguaje" de Rudolf Carnap (publicada originalmente en 1932 como "Überwindung der Metaphysik durch Logische Analyze der Sprache"), un papel que algunos comentaristas han descrito como particularmente polémico. El artículo de Carnap sostiene que la conferencia de Heidegger "¿Qué es la metafísica?" viola la sintaxis lógica para crear pseudo-proposiciones sin sentido. Además, Carnap afirmó que muchos metafísicos alemanes de la época eran similares a Heidegger al escribir declaraciones que carecían de sentido sintáctico.
Con el auge del nazismo, muchos de los filósofos de Alemania, especialmente los de ascendencia judía o simpatías políticas izquierdistas o liberales (como muchos en el Círculo de Viena y la Escuela de Fráncfort) huyeron al mundo anglosajón. Los filósofos que permanecieron, si es que se quedaron en el mundo académico, tuvieron que reconciliarse con el control nazi de las universidades. Otros, como Martin Heidegger, uno de los filósofos alemanes más destacados que se quedaron en Alemania, desarrollaron una relación diplomática con el nazismo cuando éste llegó al poder.
Tanto antes como después de la Segunda Guerra Mundial, hubo un creciente interés en la filosofía alemana en Francia. Un nuevo interés en el comunismo se tradujo en un interés en Marx y Hegel, quienes por primera vez se estudiaron extensivamente en el sistema universitario francés (políticamente conservador) de la Tercera República. Al mismo tiempo, la fenomenología de Husserl y Heidegger se hizo cada vez más influyente, tal vez debido a sus resonancias con las filosofías francesas que dieron gran importancia a la perspectiva en primera persona (una idea que se encuentra en formas divergentes del pensamiento francés como el cartesianismo, el espiritualismo y el bergsonismo). El escritor más importante en esta popularización de la fenomenología fue el autor y filósofo Jean-Paul Sartre, quien llamó a su filosofía existencialismo. Otra tensión importante del pensamiento continental son las ramas del estructuralismo y el posestructuralismo . Influidos por la lingüística estructural de Ferdinand de Saussure, antropólogos franceses como Claude Lévi-Strauss comenzaron a aplicar el paradigma estructural a las humanidades. En los años sesenta y setenta, autores posestructuralistas como Jacques Lacan, Jacques Derrida, Michel Foucault y Gilles Deleuze desarrollaron varias críticas al estructuralismo.

## Desarrollos angloamericanos recientes
Desde principios del siglo XX hasta la década de los sesenta, los filósofos continentales solo se discutían de manera intermitente en las universidades británicas y estadounidenses, a pesar de la afluencia de filósofos continentales (especialmente estudiantes judíos alemanes de Nietzsche y Heidegger) a los Estados Unidos a causa de la persecución de los judíos y después de la Segunda Guerra Mundial. Hannah Arendt, Leo Strauss, Theodor W. Adorno y Walter Kaufmann son probablemente los más notables de esta ola, llegando a finales de los años treinta y principios de los cuarenta. Sin embargo, los departamentos de filosofía anglosajones comenzaron a ofrecer cursos de filosofía continental a fines de los años sesenta y setenta.
Los departamentos universitarios estadounidenses de literatura, bellas artes, cine, sociología y teoría política han incorporado cada vez más ideas y argumentos de los filósofos continentales en sus planes de estudio e investigación. La filosofía continental ocupa un lugar destacado en varios departamentos de filosofía británicos e irlandeses, por ejemplo, en la Universidad de Essex, Warwick, Sussex, Dundee, Aberdeen (Centro para el Pensamiento Moderno) y University College Dublin, así como en Manchester Metropolitan, Kingston, Staffordshire (solo posgrado) y la Open University. Los departamentos de filosofía norteamericanos que ofrecen cursos en Filosofía Continental incluyen la Universidad de Hawái en Mānoa, Boston College, Stony Brook University (SUNY), Vanderbilt University, DePaul University, Villanova University, la Universidad de Guelph, The New School, Pennsylvania State University, Universidad de Oregón, Universidad de Emory, Universidad de Duquesne, Universidad de Memphis, Universidad de King's College y Universidad de Loyola en Chicago. La organización más prominente para la filosofía continental en los Estados Unidos es la Sociedad para la Fenomenología y la Filosofía Existencial (conocida como SPEP).

## Obras significativas
- A Cyborg Manifesto
- Capitalismo y esquizofrenia
- Being and event
- El ser y la nada
- Ser y tiempo
- Blindness and Insight
- Dialéctica de la Ilustración
- Diferencia y repetición
- Du mode d'existence des objets techniques
- Crítica de la Razón Instrumental
- El miedo a la libertad
- Eros y civilización
- El género en disputa
- Historia de la locura en la época clásica
- Minima Moralia
- Mitologías
- Dialéctica Negativa
- Historia y conciencia de clase
- Yo y tú
- Ideología y aparatos ideológicos de estado
- Iluminaciones
- Investigaciones lógicas
- El hombre unidimensional
- De la gramatología
- Los cuadernos de la cárcel
- Fenomenología de la percepción
- Filosofía de las formas simbólicas
- Para leer El Capital
- Cultura y Simulacro
- La sociedad del espectáculo
- Técnica y tiempo
- La ideología alemana
- Historia de la sexualidad
- La condición humana
- El mito de Sísifo
- Las palabras y las cosas
- Fenomenología del espíritu
- La poética del espacio
- La condición postmoderna
- El segundo sexo
- Totalidad e infinito
- Verdad y método
- Escritura y diferencia